# 吳鶴齡

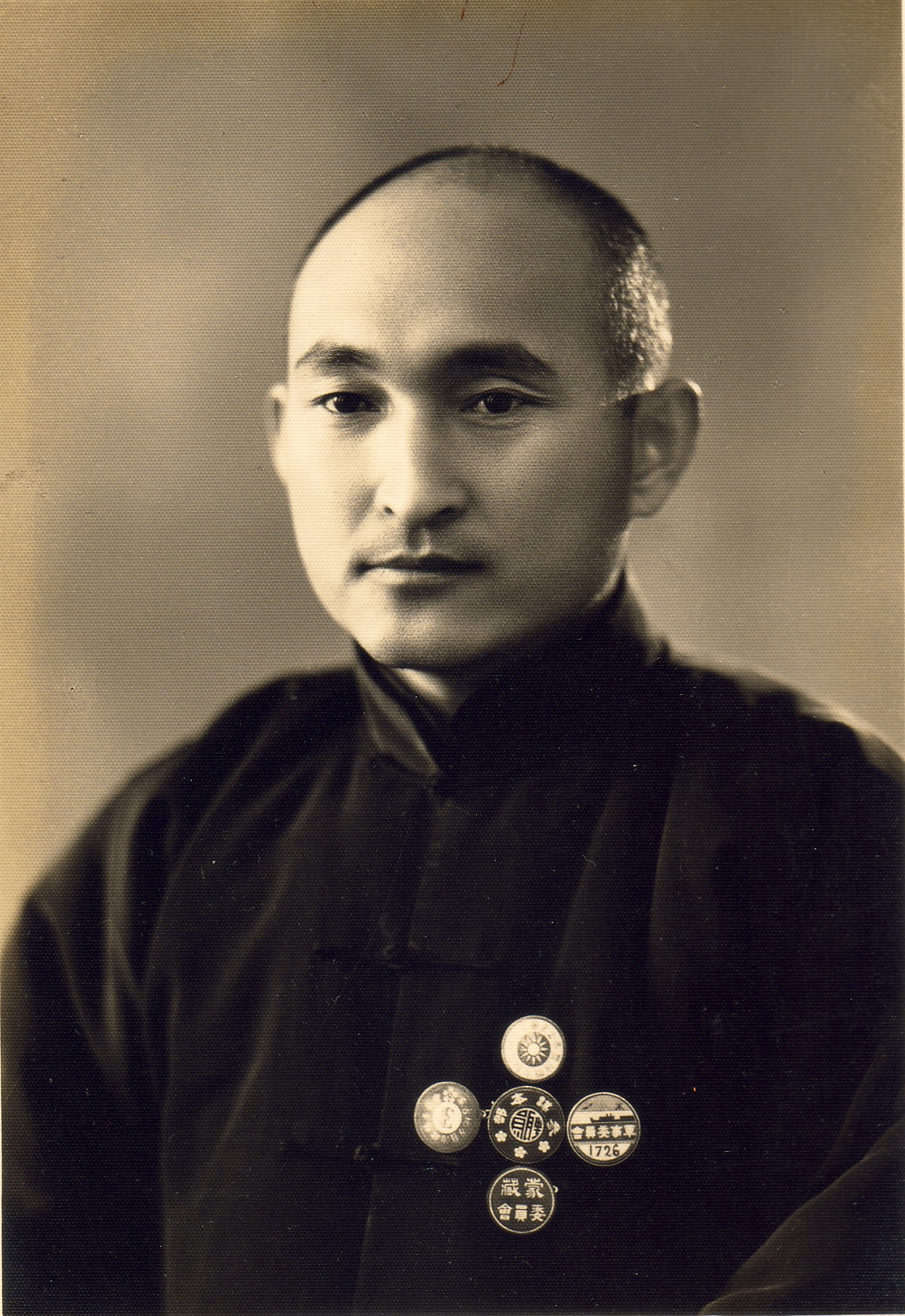
吳鶴齡

吳鶴齡（1896年—1979年），字梅軒，蒙古名烏尼伯英，蒙古族，卓索圖盟喀喇沁右翼旗（今内蒙古自治区赤峰市喀喇沁旗）人。曾任蒙古地方自治政務委員會委員、國民政府蒙藏委員會委員兼蒙事處處長、蒙古地方自治政務委員會參事廳參事長。他是中國國民黨黨員，中华民国政治人物，後撤往台湾。

## 生平

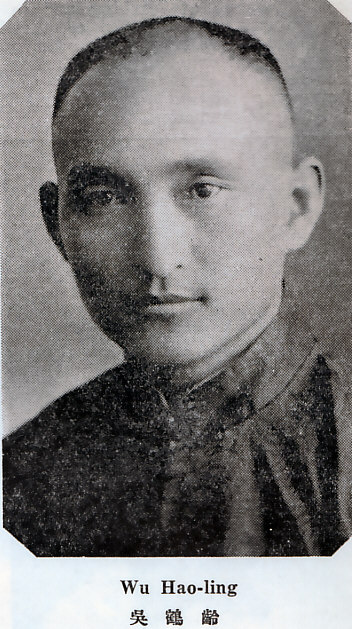
吴鹤龄

他早年入学熱河承德師範，1917年（民国6年）他从北京法政大学毕业。翌年，他入北京大学学习。当时他一方面在北京政府内務部工作，一方面在喀喇沁右旗王貢桑諾爾布的蒙藏事務处任职。其后他曾在北京高等師範学校任职，还曾任北京基督教青年会副总幹事。1926年（民国15年）他从北京大学毕业，其后加入中国国民党。
1929年（民国18年）4月，他任蒙旗駐北平办事处主任兼国民政府蒙藏委員会参事。翌年1月，他改任蒙藏委員会蒙事处处長（1932年6月回任参事）。1934年（民国23年）3月，他任蒙古地方自治政務委員会委員兼蒙藏委員会委員。9月，他任蒙古地方自治政務委員会参事厅参事長。
1936年（民国25年）5月，云端旺楚克（雲王）、德穆楚克栋鲁普（徳王）成立蒙古軍政府，吴鶴齢参加。他任参議部部長兼总裁幇办，成为总裁都协助者。其后，他任蒙古生計会会長。翌年10月，他任蒙古聯盟自治政府参議会議長。
1939年（民国28年）9月，他任蒙疆聯合自治政府参議会参議。翌年，他继李守信之後任議長。1941年（民国30年）春，他任蒙古自治邦政府政務院院長。其後，他任蒙古留日预備学校校長。
日本投降後，他回归国民政府，任國民政府軍事委員會蒙古宣導團主任。1949年（民国38年），他参加西蒙古自治運動，後来遷居到台湾。
1979年6月8日他去世。享年85岁。

### 引用
1. ↑  又译乌恩巴雅尔，拉丁转写：Ünenbayar，见Atwood 1992，第97頁. His name is usually transcribed into Chinese characters as ; see for example Xu 2007，第651頁.